# Harita (bướm đêm)
Harita  là một chi bướm đêm thuộc họ Erebidae.

## Các loài
- Harita brachyphylla Turner, 1903
- Harita nebulosa Moore, 1881
- Harita nodyna Bethune-Baker, 1908
- Harita rectilinea Moore, 1882